# Cephalodella praelonga
Cephalodella praelonga är en hjuldjursart som beskrevs av Myers 1934. Cephalodella praelonga ingår i släktet Cephalodella och familjen Notommatidae. Inga underarter finns listade i Catalogue of Life.